# 亚历山德罗·斯卡拉蒂
彼得罗·亚历山德罗·加斯帕雷·斯卡拉蒂（義大利語：Pietro Alessandro Gaspare Scarlatti；1660年5月2日—1725年10月24日），意大利巴洛克风格作曲家，以歌剧和室内康塔塔而闻名。
亚历山德罗的两个儿子多梅尼科·斯卡拉蒂和彼得罗·菲利波·斯卡拉蒂都是作曲家。

## 外部連結
- 公有領域聲樂檔案館上亚历山德罗·斯卡拉蒂的作品
- 亚历山德罗·斯卡拉蒂的免费乐谱，由国际乐谱典藏计划提供